# Louchy-Montfand
Louchy-Montfand is een gemeente in het Franse departement Allier (regio Auvergne-Rhône-Alpes) en telt 424 inwoners (1999). De plaats maakt deel uit van het arrondissement Moulins.

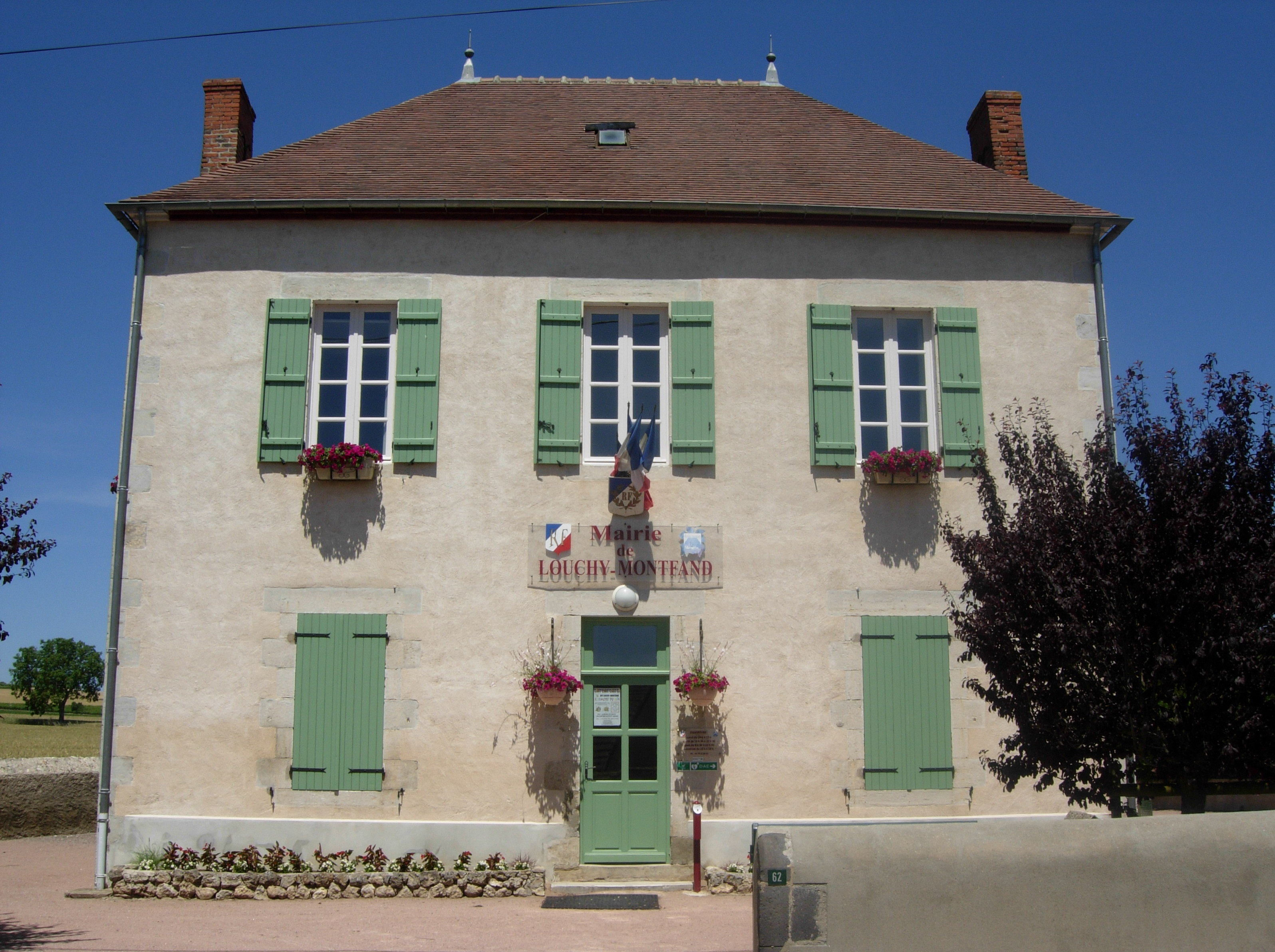
Gemeentehuis
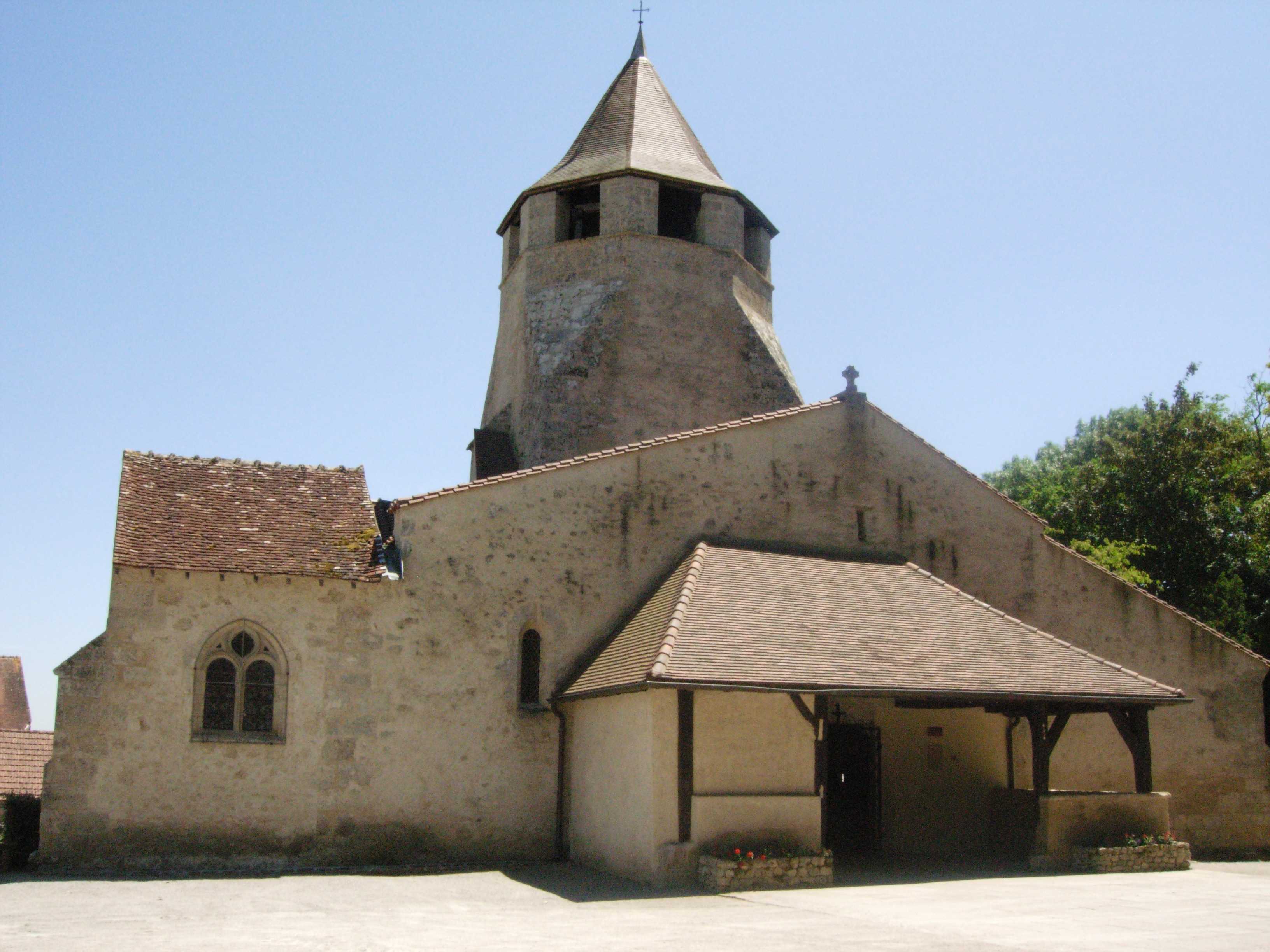
Kerk in Louchy-Montfand

## Geografie
De oppervlakte van Louchy-Montfand bedraagt 5,3 km², de bevolkingsdichtheid is 80,0 inwoners per km².
De onderstaande kaart toont de ligging van Louchy-Montfand met de belangrijkste infrastructuur en aangrenzende gemeenten.

## Demografie
Onderstaande figuur toont het verloop van het inwonertal (bron: INSEE-tellingen).
Vanwege een beveiligingsprobleem met de MediaWiki Graph-software is het momenteel niet mogelijk deze grafiek weer te geven. Zodra de software is bijgewerkt zal de grafiek vanzelf weer zichtbaar worden.